# Valiant Swart

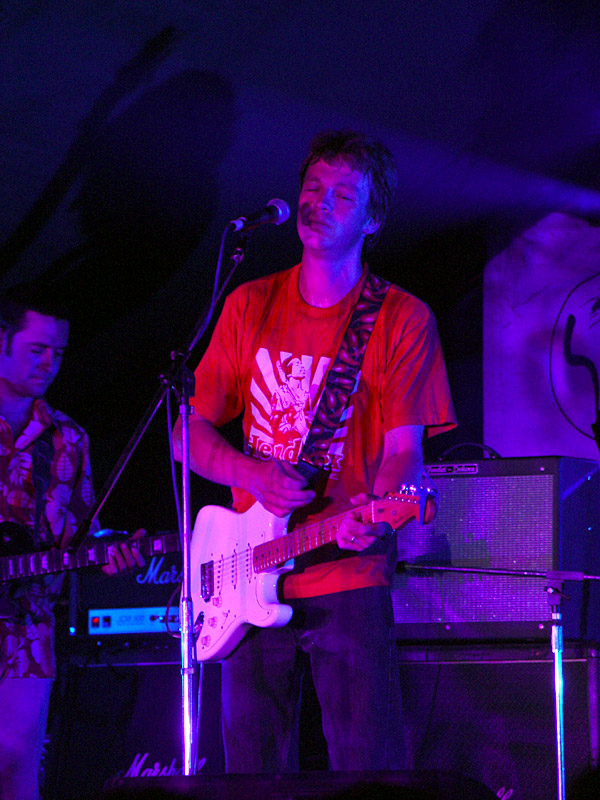
Valiant Swart.

Valiant Swart, född 25 november 1965, är en afrikaansspråkig sångare från Stellenbosch i Sydafrika. Han sjunger folk/rock-musik i trallvänlig ton. Han debuterade 1995 med Die Mystic Boer, på förlaget Rhythm Records. Han har deltagit i TV-shower och skådespelat i Song vir Katryn och på festivaler, som Oppikoppi.
2008 vann han med Vuur En Vlam (Eld och lågor) i kategorin Beste Afrikaanse Tradisionele Album (bästa traditionella afrikaan album), pris av Suid-Afrikaanse Musiektoekennings (Sydafrikanskt musikpris, som ges ut av RiSA Sydafrikanska musikindustriföreningen).

## Album & DVD
- Die Mystic Boer (1995)
- Dorpstraat Revisited (1996)
- Kopskoot (1997)
- Roekeloos (1998)
- Deur die Donker Vallei (1999)
- Boland Punk (2001)
- Maanhare (2002)
- Song vir Katryn (2003)
- Live in die Staatsteater DVD (2003)
- ‘n Jaar in die son (tillsammans med Koos Kombuis) (2003)
- @ Jinx (met Mel Botes) (2004)
- Mystic Myle (2005)
- Horisontaal (2006)
- Vuur En Vlam, med Ollie Viljoen, 2007 RHYTHM
- Vuur & Vlam DVD, 2007 SELECT
- Vrydagaand / Saterdagaand, 2008 RHYTHM